# Diecéze Abaradira
Diecéze Abaradira je titulární diecéze římskokatolické církve.

## Historie
Abaradira je antické město nacházející se v římské provincii Byzacena, v dnešním Tunisku.
Je známý jen jediný biskup tohoto sídla: Prefetianus, který se zúčastnil roku 484 schůze katolických prelátů, svolaných vandalským králem Hunerichem, kde byl zaznamenán jako Praefectianus Abaradirensis.
Dnes je Abaradira využívána jako titulární biskupské sídlo; současným biskupem je Marko Semren, pomocný biskup diecéze Banja Luka.

## Biskupové
- Prefetianus (zmíněn roku 484)

## Titulární biskupové
| hodnost          | jméno                       | úřad                                            | od                 | do                |
| ---------------- | --------------------------- | ----------------------------------------------- | ------------------ | ----------------- |
| titulární biskup | Joseph Fady, M.Afr.         | apoštolský vikář Lilongwe (Malawi)              | 12. července 1951  | 25. dubna 1959    |
| titulární biskup | Joseph James Byrne, C.S.Sp. | emeritní biskup Moshi (Tanzanie)                | 15. května 1959    | 20. října 1961    |
| titulární biskup | Jan Wosiński                | pomocný biskup Płocku (Polsko)                  | 20. listopadu 1961 | 19. července 1996 |
| titulární biskup | Fernando Torres Durán       | pomocný biskup Ciudad de Panamá (Panama)        | 29. listopadu 1996 | 2. července 1999  |
| titulární biskup | José Ángel Rovai            | pomocný biskup Córdoby (Argentina)              | 13. srpna 1999     | 3. října 2006     |
| titulární biskup | Matthias Kobena Nketsiah    | pomocný biskup Cape Coast (Ghana)               | 24. listopadu 2006 | 31. května 2010   |
| titulární biskup | Marko Semren, O.F.M.        | pomocný biskup Banja Luka (Bosna a Hercegovina) | 15. července 2010  | současnost        |